# Journal 64 (film)
Journal 64 er en dansk krimi fra 2018, instrueret af Christoffer Boe og baseret på forfatteren Jussi Adler-Olsens roman med samme navn fra 2010.

## Medvirkende
- Nikolaj Lie Kaas som Carl Mørck
- Fares Fares som Assad
- Johanne Louise Schmidt som Rosa
- Søren Pilmark som Marcus Jacobsen
- Morten Kirkskov som Lars Bjørn
- Anders Juul som Gunnar
- Fanny Bornedal som Nete
- Clara Rosager som Rita
- Nastja Arcel som Else Munk
- Michael Brostrup som Børge Bak
- Henrik Vestergaard som Netes far

## Eksterne Henvisninger
- Journal 64 på Internet Movie Database (engelsk)
- Journal 64 på Filmdatabasen
- Journal 64 på danskefilm.dk
- Journal 64 på danskfilmogtv.dk
- Journal 64 på Scope
- Journal 64 på AlloCiné (fransk)
- Journal 64 på The Movie Database (engelsk)
- Journal 64 på Rotten Tomatoes (engelsk)
- Journal 64 på Filmaffinity (engelsk)

1. ↑  Navnet er anført på engelsk og stammer fra Wikidata hvor navnet endnu ikke findes på dansk.